# Eyjafjöll
L'Eyjafjöll [ˈɛɪjaˌfjœtl] è un vulcano dell'Islanda, più precisamente una piccola catena montuosa, ricoperta dal ghiacciaio Eyjafjallajökull (per metonimia, quest'ultimo è spesso identificato col vulcano). La catena è situata a sud dell'Islanda, a pochi chilometri dalla costa dell'oceano Atlantico e a ovest del ghiacciaio Mýrdalsjökull.
Si tratta di uno stratovulcano eroso, costruito da lave basaltiche e andesitiche. Di forma allungata in direzione est-ovest, è sormontato da una caldera di 2,5 km di diametro. Gran parte del vulcano è perennemente coperta da una spessa coltre di ghiaccio.
Attivo dall'era glaciale, solo quattro eruzioni di questo vulcano sono conosciute in epoca storica, l'ultima è iniziata il 20 marzo 2010.

## Toponimo
Eyjafjöll in islandese significa "montagne delle isole". La parola è composta da fjöll, nominativo plurale di fjall ("montagna") e eyja, genitivo plurale di ey ("isola"); le isole in questione sono le Vestmann, situate a sudovest e ben visibili dal vulcano.

## Storia eruttiva
Gli studi geologici hanno indicato che il vulcano è attivo dall'era glaciale, ma la prima eruzione conosciuta in epoca storica risale al 550 d.C.. La seconda si è prodotta nel 1612, con l'emissione di un milione di metri cubi di tefriti ed un indice di esplosività vulcanica di 24. La terza è iniziata il 19 dicembre 1821 ed è terminata il 1º gennaio 1823. Ha provocato l'emissione di 4 milioni di metri cubi di tefriti, con un alto contenuto di fluoruri. Lo scioglimento dei ghiacci ha dato origine a una forte inondazione (jökulhlaup), che ha causato notevoli danni nell'area circostante.
La quarta eruzione è iniziata il 20 marzo 2010 ed è stata dichiarata terminata nell'ottobre 2010. La diffusione delle ceneri vulcaniche nell'atmosfera in un'area molto vasta ha provocato notevoli problemi al trasporto aereo (le ceneri possono infatti causare seri danni ai motori a getto degli aerei), con la sospensione precauzionale di gran parte dei voli di linea in buona parte dell'Europa.